# Tenuipalpus nigerianus
Tenuipalpus nigerianus är en spindeldjursart som beskrevs av Meyer 1979. Tenuipalpus nigerianus ingår i släktet Tenuipalpus och familjen Tenuipalpidae. Inga underarter finns listade i Catalogue of Life.